# Deelstaatregering
Een deelstaatregering is het autonome bestuur van een deelstaat in een federale staat. Ze beschikt over een redelijke tot grote grondwettelijk vastgelegde autonomie. Dat omvat typisch eigen inkomsten, het recht om zelf belastingen te heffen, en eigen instellingen zoals een volksvertegenwoordiging en een eigen regering.